# Гран-при Монако 2006 года
Гран-при Монако — 7-й этап чемпионата мира Формулы-1, проводился с 25 мая по 28 мая 2006 года на городской трассе в Монте-Карло, самом знаменитом районе княжества Монако. Стартовав с поула, гонку выиграл Фернандо Алонсо. Преследовавший его всю гонку Кими Райкконен сошёл на 51-м круге из-за проблем с мотором и уступил 2-е место своему напарнику Хуану Пабло Монтойе. Третье место занял Дэвид Култхард, в своём 200-м старте принеся первый подиум команде Red Bull.
Гран-при был омрачён смертью одного из руководителей шинной компании Michelin Эдуарда Мишлена. Также вызвало много критики происшествие на квалификации, когда в конце 3-й сессии Михаэль Шумахер слишком поздно начал тормозить в повороте La Rascasse, в результате чего остановился в нескольких сантиметрах от рельса безопасности, перегородив часть трассы. Стюарды посчитали, что Михаэль Шумахер умышленно создал помеху своим соперникам и вынесли решение аннулировать результаты Михаэля Шумахера в квалификации и отправить его на последнее место стартовой решетки. Михаэль Шумахер принял решение стартовать с пит-лейн.

## Свободные заезды
Лучшее время в первой сессии свободных заездов показал Фернандо Алонсо (1:16,712). Наиболее примечательный инцидент же произошёл с Кими Райкконеном: после нескольких кругов автомобиль финна задымился. Райкконен отобрал огнетушитель у маршала и попытался самостоятельно затушить огонь. После анализа возгорания было решено, что замены мотора не будет, так как причиной поломки явилось обгорание изоляции проводки, проложенной за теплозащитным экраном. Интересно, что сход Кими Райкконена в гонке произошёл по той же причине.
Лучшее время во второй части пятничных заездов принадлежит Александру Вурцу из команды Williams (1:15,907). Сессию трижды останавливали красными флагами из-за аварий гонщиков на узкой трассе Монако.
Подробные результаты пятничных свободных заездов: .
В субботу в свободных заездах участвовали только основные пилоты команд. Результаты, показанные ими, значительно превосходили результаты пятничных заездов. Лучшее время — у Фернандо Алонсо: 1:13,823.
Подробные результаты субботних свободных заездов: .
Лучшее время уик-энда было перебито во 2-й части квалификации Кими Райкконеном: 1:13,532.

## Квалификация
На последнем круге квалификации Михаэль Шумахер остановился в шпильке La Rascasse, что вызвало появление желтых флагов, вынуждающих других гонщиков снизить скорость. Сразу же после сессии поступили жалобы от других команд, что это был сознательный ход Ferrari, для того чтобы убедиться, что Михаэль Шумахер будет стартовать с поул-позиции. Хотя Шумахер настивал на том, что он просто ошибся, стюарды после расследования аннулировали его время в квалификации. Таким образом он должен был стартовать с 22-й позиции, но выбрал старт с пит-лейна. 
| Место | Гонщик              | Команда     | 3 сессия | 2 сессия | 1 сессия |
| ----- | ------------------- | ----------- | -------- | -------- | -------- |
| 1     | Фернандо Алонсо     | Renault     | 1:13,962 | 1:13,622 | 1:14,232 |
| 2     | Марк Уэббер         | Williams    | 1:14,082 | 1:13,728 | 1:14,305 |
| 3     | Кими Райкконен      | McLaren     | 1:14,140 | 1:13,532 | 1:13,887 |
| 4     | Джанкарло Физикелла | Renault     | 1:14,396 | 1:13,647 | 1:14,614 |
| 5     | Хуан Пабло Монтойя  | McLaren     | 1:14,664 | 1:14,295 | 1:14,483 |
| 6     | Рубенс Баррикелло   | Honda       | 1:15,804 | 1:14,312 | 1:14,766 |
| 7     | Ярно Трулли         | Toyota      | 1:15,857 | 1:14,211 | 1:14,883 |
| 8     | Дэвид Култхард      | Red Bull    | 1:16,426 | 1:13,687 | 1:15,090 |
| 9     | Нико Росберг        | Williams    | 1:16,636 | 1:13,909 | 1:14,888 |
| 10    | Ральф Шумахер       | Toyota      |          | 1:14,398 | 1:14,412 |
| 11    | Кристиан Клин       | Red Bull    |          | 1:14,747 | 1:14,489 |
| 12    | Витантонио Лиуцци   | Toro Rosso  |          | 1:14,969 | 1:15,314 |
| 13    | Дженсон Баттон      | Honda       |          | 1:14,982 | 1:15,085 |
| 14    | Жак Вильнёв         | BMW         |          | 1:15,052 | 1:15,316 |
| 15    | Ник Хайдфельд       | BMW         |          | 1:15,137 | 1:15,324 |
| 16    | Кристиан Альберс    | MidlandF1   |          |          | 1:15,598 |
| 17    | Тьягу Монтейру      | MidlandF1   |          |          | 1:15,993 |
| 18    | Скотт Спид          | Toro Rosso  |          |          | 1:16,236 |
| 19    | Такума Сато         | Super Aguri |          |          | 1:17,276 |
| 20    | Франк Монтаньи      | Super Aguri |          |          | 1:17,502 |
| 21    | Фелипе Масса        | Ferrari     |          |          | —        |
| 22‡   | Михаэль Шумахер     | Ferrari     | 1:13,898 | 1:13,709 | 1:15,118 |

Примечания:
- ‡: Результат Михаэля Шумахера был полностью аннулирован, поскольку остановка немца под занавес квалификации была признана его виной.

## Гонка
Самую престижную в чемпионате мира гонку в Монако выиграл Фернандо Алонсо, стартовав с поула и уверенно удержав лидерство до финиша. Плотно преследовавший его Кими Райкконен сошёл на 51-м круге из-за отказа мотора, лишив борьбу за победу интриги. Однако на последней части гонки ряд сходов и прочих событий привели к непредсказуемому результату гонки, начиная с 3-го места, которое досталось Дэвиду Култхарду. Украшением Гран-при также стал прорыв Михаэля Шумахера с 22-го места на 5-е.

### Старт
На старте Фернандо Алонсо уверенно удержал лидерство, а Кими Райкконен попытался обогнать Марка Уэббера. Тому удалось удержать финна за собой, но из-за небольшой ошибки на 2-м круге он пропустил Райкконена вперёд, после чего Кими держался вплотную к Алонсо вплоть до своего схода. Прямо со старта Михаэль Шумахер очень агрессивно атаковал и за 2 круга прошёл пятерых гонщиков несмотря на то, что его машина была заправлена на 1 пит-стоп.
На стартовой прямой произошёл инцидент между гонщиками команды MidlandF1: стартовавший с 17-го места Тьягу Монтейру попытался пройти своего напарника Кристиана Альберса, но тот преградил ему путь и произошёл контакт, в результате которого Монтейру повредил элементы переднего антикрыла и был вынужден отправиться на пит-стоп.

### Первый пит-стоп
С момента обгона Марка Уэббера Кими Райкконен вплотную преследовал Фернандо Алонсо в борьбе за 1-е место. Имели место даже попытки атаки, но ввиду особенностей трассы (узкая трасса, особенности поворотов) они ни к чему не привели. Райкконен и Алонсо несколько раз обменялись лучшими кругами. С небольшим отставанием за ними следовал Уэббер и далее Монтойя. Рубенс Баррикелло стремительно отставал (6,5 секунд отставания от Монтойи на 6-м круге, 14 — на 10-м), сдерживая таким образом и идущих за ним гонщиков. Прорыв Михаэля Шумахера приостановился, когда немец упёрся в Дженсона Баттона, идущего 15-м. Инцидент на старте между машинами команды MidlandF1 был расследован стюардами, Кристиан Альберс был признан виновным и на 18-м круге был наказан проездом по пит-лейн.
Первую волну пит-стопов открыли Макларены, что объяснило их высокие места в квалификации и первом отрезке гонки. Хуан Пабло Монтойя пошёл на пит-стоп на 21-м круге, а Кими Райкконен — на 22-м. Благодаря большому преимуществу в скорости четырёх лидеров, все они успели вернуться после пит-стопов, не уступив места Рубенсу Баррикелло, который шёл 5-м. Фернандо Алонсо отправился на дозаправку на 24-м круге и благодаря более позднему, чем у Райкконена пит-стопу, не уступил лидерства финну, хотя разрыв между ними составил чуть более секунды. На 25-м круге свой пит-стоп совершил и Марк Уэббер. Он вернулся на трассу 3-м, не изменив порядка в лидерской группе.
После 1-го пит-стопа Алонсо на несколько кругов потерял в скорости, но к 36-му кругу смог восстановить темп. Начиная с 42-го круга Алонсо и следующий прямо за ним Райкконен начали обгонять на круг группу из большого количества гонщиков. Сложность этого манёвра заключалась в том, что гонщики, отстававшие на круг боролись между собой, а на круг их обгоняли также сражающиеся между собой Алонсо и Райкконен. Обгоны произошли без помех для лидеров, но в результате них произошло несколько забавных моментов: среди круговых был Джанкарло Физикелла, напарник Алонсо, имеющий ту же раскраску. Поэтому некоторым гонщикам по радио сообщалось, когда они должны пропускать машину голубого цвета (Алонсо), а когда — нет (Физикелла). Возможно, именно с непониманием ситуации была связана лёгкость, с которой Физикелла прошёл Жака Вильнёва.
Судя по переговорам с командой по радио, Марк Уэббер был недоволен неуступчивостью круговых к себе: действительно, после того, как он справился с группой отстающих, он проигрывал Райкконену уже 7 секунд, хотя до этого шёл вплотную за финном.

### Машина безопасности
На 47-м круге Марк Уэббер сошёл из-за проблем с мотором, хотя, судя по скорости его автомобиля, он мог бы бороться даже за победу в гонке. Уэббер остановился в опасном месте на выходе из поворота Ste Devote, поэтому на трассе появилась машина безопасности. Поскольку у большинства гонщиков был запланирован 2-й пит-стоп, они, пользуясь случаем, поехали на дозаправку. По словам Кими Райкконена, планировалось, что при нормальном ходе гонки он бы отправился на 2-й пит-стоп позже Фернандо Алонсо, что, возможно, позволило бы ему опередить испанца. Однако одновременный пит-стоп из-за машины безопасности сорвал эти планы.
Впрочем, борьбы за победу всё равно не получилось, поскольку на 51-м круге сгорел мотор на автомобиле Кими Райкконена. Возможная причина этого — перегрев двигателя из-за малой скорости движения за пейс-каром. Поскольку между лидером Алонсо и идущим вторым Монтойей было 5 круговых машин, испанцу не составило труда сохранить лидерство и организовать большой отрыв.

### Таблица результатов
| Место | С  | №  | Гонщик              | Конструктор | Ш | Круги | Время/причина схода | Пит | О  |
| ----- | -- | -- | ------------------- | ----------- | - | ----- | ------------------- | --- | -- |
| 1     | 1  | 1  | Фернандо Алонсо     | Renault     | M | 78    | 1:43:43,116         | 2   | 10 |
| 2     | 4  | 4  | Хуан Пабло Монтойя  | McLaren     | M | 78    | +14,567             | 2   | 8  |
| 3     | 7  | 14 | Дэвид Култхард      | Red Bull    | M | 78    | +52,298             | 1   | 6  |
| 4     | 5  | 11 | Рубенс Баррикелло   | Honda       | M | 78    | +53,337             | 2   | 5  |
| 5     | 22 | 5  | Михаэль Шумахер     | Ferrari     | B | 78    | +53,830             | 1   | 4  |
| 6     | 9  | 2  | Джанкарло Физикелла | Renault     | M | 78    | +1:02,072           | 2   | 3  |
| 7     | 15 | 16 | Ник Хайдфельд       | BMW         | M | 77    | +1 круг             | 1   | 2  |
| 8     | 10 | 7  | Ральф Шумахер       | Toyota      | B | 77    | +1 круг             | 1   | 1  |
| 9     | 21 | 6  | Фелипе Масса        | Ferrari     | B | 77    | +1 круг             | 1   |    |
| 10    | 12 | 20 | Витантонио Лиуцци   | Toro Rosso  | M | 77    | +1 круг             | 1   |    |
| 11    | 13 | 12 | Дженсон Баттон      | Honda       | M | 77    | +1 круг             | 1   |    |
| 12    | 16 | 19 | Кристиан Альберс    | Midland     | B | 77    | +1 круг             | 2   |    |
| 13    | 18 | 21 | Скотт Спид          | Toro Rosso  | M | 77    | +1 круг             | 1   |    |
| 14    | 14 | 17 | Жак Вильнёв         | BMW         | M | 77    | +1 круг             | 2   |    |
| 15    | 17 | 18 | Тьягу Монтейру      | Midland     | B | 76    | +2 круга            | 2   |    |
| 16    | 20 | 23 | Франк Монтаньи      | Super Aguri | B | 75    | +3 круга            | 1   |    |
| 17    | 6  | 8  | Ярно Трулли         | Toyota      | B | 73    | Гидравлика          | 1   |    |
| Сход  | 11 | 15 | Кристиан Клин       | Red Bull    | M | 58    | Трансмиссия         | 1   |    |
| Сход  | 8  | 10 | Нико Росберг        | Williams    | B | 52    | Авария              | 2   |    |
| Сход  | 3  | 3  | Кими Райкконен      | McLaren     | M | 51    | Электрика           | 2   |    |
| Сход  | 2  | 9  | Марк Уэббер         | Williams    | B | 49    | Выхлопная система   | 1   |    |
| Сход  | 19 | 22 | Такума Сато         | Super Aguri | B | 47    | Электрика           | 1   |    |

Лучший круг: Михаэль Шумахер — 1:15,143, на 74-м круге.
Лидеры гонки: Фернандо Алонсо: 1—23, 25—78 (77); Марк Уэббер: 24 (1).
- Фернандо Алонсо впервые в своей карьере выиграл Гран-при Монако, «жемчужину чемпионата мира», большую честь для любого гонщика.
- Дэвид Култхард принёс первый подиум команде Red Bull. Кроме того, Култхард сделал это в своей 200-й гонке.
- Хуан Пабло Монтойя набрал 300-е очко в своей карьере, а Джанкарло Физикелла — 200-е. Рубенс Баррикелло и вовсе вошёл в «клуб 500», набрав 500-е очко. По данным на Гран-при Монако 2006 года, набрав 502 очка за карьеру, он уступал по этому показателю лишь Шумахеру (1291 очко), Просту (798,5 очков), Сенне (614 очков) и Култхарду (506 очков).
- 26 мая погиб один из двух директоров шинной компании Michelin, Эдуард Мишлен. Свою победу Фернандо Алонсо посвятил ему, а гонщики на подиуме в знак траура не стали устраивать душ из шампанского.
- Результат Михаэля Шумахера в квалификации был аннулирован, так как после расследования FIA признала его виновным в сознательной остановке машины на трассе.
- Результат квалификации на Гран-при Монако стал худшим в истории для команды Ferrari: до этого Гран-при ещё ни разу гонщики этой команды не стартовали с последнего ряда. До сих пор худшим результатом считалась квалификация перед Гран-при Канады 1980 года, когда Жиль Вильнёв стартовал 22-м (из 24-х машин), а Джоди Шектер не квалифицировался. Если считать только те результаты, когда оба гонщика квалифицировались, то худшим результатом был Гран-при Малайзии 2006 года. Тогда Шумахер квалифицировался 14-м, а Фелипе Масса — 21-м. См. также: .
- Команда Red Bull продолжает поддерживать «кинематограф: на Гран-при Монако команда использовала символику фильма Возвращение Супермена», а Дэвид Култхард поднялся на подиум в красном плаще популярного героя. Этот Гран-при Монако не был исключением: в 2005 году Red Bull рекламировала фильм «Звёздные войны. Эпизод III. Месть ситхов», а в 2004-м — «Терминатор 3: Восстание машин» (причём тогда это была предшественница Red Bull — команда Jaguar).